# Eduard Maubach
Eduard Maubach (né le 9 décembre 1838 à Königswinter et mort en 1925) est administrateur d'arrondissement et député du Reichstag.

## Biographie
Maubach étudie au lycée et l'Université de Bonn, où il étudie le droit. En 1863, il devient auscultateur au tribunal régional de Bonn et en 1866 stagiaire gouvernemental auprès des gouvernements de Cologne et de Potsdam. Pendant la guerre de France 1870/71, il est sous-préfet à Montdidier et Amiens. En 1873, il est nommé évaluateur du gouvernement et en 1874 administrateur de l'arrondissement de Johannisburg. En 1888, il est nommé conseiller gouvernemental principal et chargé de représenter le président du district de Königsberg.
Entre 1884 et 1888, il est député du Reichstag pour le parti conservateur allemand et la 6e circonscription du district de Gumbinnen.